# Ike (Fire Emblem)
Pour les articles homonymes, voir Ike.
Ike (アイク, Aiku) est un personnage issu de la franchise de jeux vidéo Fire Emblem. Il est apparu dans le neuvième volet de la série, Fire Emblem: Path of Radiance sur GameCube en 2005, où il est le principal protagoniste, puis dans sa suite sur Wii en 2007 (2008 pour l'Europe) intitulée Fire Emblem: Radiant Dawn. Il figure également de manière plus mineure dans certains épisodes ultérieurs de la série, ainsi que dans les jeux de la série Super Smash Bros. depuis l'épisode Brawl.
Ses exploits dans ses jeux d'origine ainsi que ses apparitions dans la série Super Smash Bros. ont fait de lui l'un des personnages les plus appréciés de la série, : en 2017, il a ainsi remporté le premier concours de popularité "Choisissez vos héros" (si l'on additionne les scores de ses deux incarnations), un évènement organisé pour le jeu mobile Fire Emblem Heroes où il était opposé à l'ensemble des personnages de l'histoire de la franchise jusqu'alors.

## Apparence
Dans Fire Emblem: Path of Radiance, Ike est un jeune homme de 17 ans, vêtu d'une tenue bleue et jaune, avec une épaulière sur son épaule gauche. Il a les cheveux noir bleuté, une paire de mitaines et un bandeau vert noué autour de la tête. Il a aussi une grande cape rouge et usée, un pantalon blanc et des bottes avec des semelles métalliques.
Dans Fire Emblem: Radiant Dawn, Ike est désormais âgé de 20 ans, et a pris en taille et en musculature. Son apparence générale est similaire mais sa tenue est plus sombre et incorpore des protections en cuir. Il possède également des pièces d'armure bleues et jaunes sur l'épaule gauche, les mitaines et les bottes. Ses cheveux sont aussi légèrement plus courts.
Il est souvent représenté avec Ragnell, une longue épée à la poignée noire et à la lame dorée qu'il acquiert dans chacun des deux jeux.

## Personnalité
Ike est un personnage franc et investi dans les causes qu'il soutient. Il gagne facilement le respect et la confiance des autres : c'est particulièrement évident avec le prince laguz héron Reyson, qui lui accorde sa confiance dans Path of Radiance alors qu'il avait longtemps détesté tous les beorcs (humains), qu'il tenait pour responsable de la destruction de son royaume et du massacre de ses habitants. Ike est également l'un des rares beorcs à ne pas avoir de préjugés négatifs sur les laguz (animaux anthropomorphes) et à partager le désir d'Elincia d'instaurer la paix entre les deux races.
D'ascendance roturière, Ike méprise initialement l'ensemble des nobles et leur mode de vie. Il revoit cependant certaines de ses positions après avoir rencontré des personnages comme la princesse Elincia et ses vassaux Geoffrey, Lucia et Bastian. Il accepte à contrecœur qu'Elincia l'anoblisse pour le bien du commandement de l'armée dans Path of Radiance, même si cela le met mal à l'aise. Ike semble aussi parfois ne pas réfléchir avant d'agir, comme il le montre lorsqu'il crie sur l'impératrice et apôtre Sanaki au palais de Begnion. Sa jeune sœur Mist dit aussi qu'il est imprudent. À plusieurs reprises dans Path of Radiance, Ike doute de ses propres capacités de commandant, en particulier lorsqu'après la mort de son père, certains mercenaires quittent la compagnie, estimant qu'il n'avait pas encore fait ses preuves. Il est cependant soutenu par sa sœur, son ami Soren et d'autres mercenaires.
Ayant grandi dans le milieu du mercenariat, Ike se caractérise par une vision assez adulte du monde. Détestant en dire plus qu'il n'en faut, il a toujours le cœur sur la main, ce qui conduit certains à penser qu'il agit au-dessus de ses capacités réelles. Caractérisé comme plutôt naïf lors de sa présentation, il prend souvent les choses au premier degré. Cette naïveté joue parfois en sa faveur, car c'est elle qui lui permet de ne pas faire preuve de la même méfiance envers les laguz qu'un certain nombre de ses compagnons. Il sait se montrer très protecteur envers ses amis et sa famille, sans doute inspiré par l'exemple de son père.
Dans Fire Emblem: Radiant Dawn, Ike reste humble malgré les exploits qu'il a accompli dans le jeu précédent. Il a par ailleurs renoncé au titre de noblesse qui lui avait été accordé dès qu'il en a eu l'opportunité pour plutôt reprendre la guilde de mercenaires de son père. Compétitif, Ike apprécie défier en duel les adversaires les plus puissants, le Chevalier Noir en particulier, mais n'est pas pour autant belliqueux et ne cherche pas à lever les armes lorsque ce n'est pas nécessaire, malgré sa profession.
Un certain nombre de personnages laissent entendre qu'Ike mange beaucoup et qu'il est particulièrement friand de plats de viande épicés.

## Apparitions

### Synthèse
| Année | Jeu                                            | Plateforme           | Jouable | Notes                                   |
| ----- | ---------------------------------------------- | -------------------- | ------- | --------------------------------------- |
| 2005  | Fire Emblem: Path of Radiance                  | Gamecube             | Oui     |                                         |
| 2007  | Fire Emblem: Radiant Dawn                      | Wii                  | Oui     |                                         |
| 2008  | Super Smash Bros. Brawl                        | Wii                  | Oui     |                                         |
| 2012  | Fire Emblem: Awakening                         | Nintendo 3DS         | Oui     | Fonctionnalités Spotpass/DLC uniquement |
| 2014  | Super Smash Bros. for Nintendo 3DS / for Wii U | Nintendo 3DS / Wii U | Oui     |                                         |
| 2015  | Code Name: S.T.E.A.M.                          | Nintendo 3DS         | Oui     | Amiibo uniquement                       |
| 2015  | Fire Emblem Fates                              | Nintendo 3DS         | Oui     | Amiibo uniquement                       |
| 2017  | Fire Emblem Heroes                             | iOS / Android        | Oui     |                                         |
| 2017  | Fire Emblem Echoes: Shadows of Valentia        | Nintendo 3DS         | Non     | Illusion (Amiibo uniquement)            |
| 2018  | Super Smash Bros. Ultimate                     | Nintendo Switch      | Oui     |                                         |
| 2023  | Fire Emblem Engage                             | Nintendo Switch      | Oui     | Emblème uniquement                      |

### Dans la sérieFire Emblem
Ike apparaît principalement dans deux jeux de la série Fire Emblem : Path of Radiance et Radiant Dawn, les deux opus se déroulant sur le continent de Tellius.
Dans Path of Radiance, Ike fait ses débuts comme mercenaire dans la compagnie de son père Greil. Le pays où ils vivent, le royaume de Crimea; est soudainement envahi par le royaume voisin de Daein, dirigé le roi Ashnard, et le roi de Crimea Ramon est tué au combat. Alors qu'ils sont contraints de fuir, son père est tué par le Chevalier Noir, l'un des généraux de Daein, qui semblait être une vieille connaissance. Après la mort de son père, Ike voyage avec Elincia, la princesse de Crimea, vers le royaume laguz de Gallia et finalement l'empire beorc de Begnion, plus grande force militaire du continent, grâce au bateau marchand du mystérieux Nasir. En chemin, l'apôtre de Begnion Sanaki lui demande d'accomplir des tâches visant à mettre fin au trafic d'esclaves de laguz. Après quoi, l'apôtre accepte d'apporter son aide à Elincia et à Crimea, Begnion étant cependant un pays avec une hiérarchie sociale très prononcée, Ike accepte à contrecœur d'être anobli par Elincia pour pouvoir commander les soldats de Begnion. Poursuivant son chemin à travers Daein et finalement Crimea, Ike affronte le Chevalier Noir, qu'il parvient à vaincre, puis Ashnard lui-même chevauchant un dragon noir corrompu. En battant Ashnard, Ike permet à Elincia de restaurer Crimea et d'en devenir la prochaine souveraine. Par la suite, il renonce à son titre de noblesse pour retourner à ses activités de mercenaire.
Trois ans plus tard, dans Radiant Dawn, Ike revient en tant que chef des mercenaires de Greil et a gagné le respect de la plupart des nations de Tellius grâce à son rôle dans la guerre contre Ashnard. Il est d'abord engagé par Bastian, l'un des vassaux d'Elincia, pour sauver l'amie de la reine, Lucia, condamnée à la pendaison pendant une révolte de nobles. Par la suite, Elincia le rencontre en privé et lui explique que Daein a maintenant un nouveau roi, Pelleas, dont l'armée est dirigée par une jeune fille connue sous le nom de la "Chevelure d'Argent", Micaiah. Elle révèle également que le Chevalier Noir serait vivant et qu'il aurait aidé cette dernière à libérer le pays des forces d'occupation. Ike, qui croyait l'avoir tué trois ans plus tôt, est choqué par cette nouvelle et décide de partir à sa recherche. Il abandonne cependant ses recherches lorsque ses amis laguz de Gallia engagent les mercenaires au sein de l'Alliance Laguz contre Begnion. Lorsqu'un complot ourdi par les sénateurs du Begnion pour prendre le pouvoir est découvert, Sanaki fait d'Ike le commandant suprême des armées combinées de Crimea, Begnion, Gallia et Phoenicis, qui viennent de forger une nouvelle alliance face au Sénat de Begnion, Daein et Kilvas. Cette guerre sanglante déclenche cependant la réveil de la déesse Ashera, qui entreprend de mettre un terme à l'existence des beorcs et des laguz, qu'elle juge incapables de coexister pacifiquement. Ike et Micaiah mettent leurs différends de côté et unissent leurs forces dans une ultime bataille. Ike tue une bonne fois pour toutes le Chevalier Noir, dont il apprend la nature des liens qu'il entretenait avec son père, puis vainc la déesse Ashera grâce au pouvoir de son épée Ragnell et de Micaiah, servant de réceptacle à la déesse Yune. Après la guerre, il quitte Tellius pour de nouvelles aventures en compagnie de Soren. Il passe à la postérité en acquérant le surnom de "Héros de l'Aube".
Ike fait une nouvelle apparition dans Fire Emblem: Awakening, où il peut être téléchargé par Spotpass ou par DLC. Il peut également être recruté dans Fire Emblem Fates grâce à l'amiibo à son effigie. Ce même amiibo permet également d'invoquer une illusion fantomatique de Ike le temps d'une bataille dans Fire Emblem Echoes: Shadows of Valentia.
Enfin, il apparaît dans Fire Emblem Engage sous forme d'Emblème, c'est-à-dire pouvant être invoqué par une unité pour bénéficier de certaines de ses aptitudes.
Ike a également fait de nombreuses apparitions dans le jeu mobile Fire Emblem Heroes, un cross-over entre l'ensemble des jeux de la série.

### Dans la sérieSuper Smash Bros.
Ike apparaît la première fois dans cette série avec Super Smash Bros. Brawl en 2008. Il fut le premier "nouveau" personnage annoncé sur le site officiel du jeu : Super Smash Bros. Dojo. C'est le second personnage de la série Fire Emblem présent dans le jeu, avec Marth, et il remplace Roy qui était présent dans le jeu précédent. Apparu pour la première fois seulement trois ans avant la sortie du jeu, C'est également le personnage le plus récent du roster de Brawl. Bien que sorti après Fire Emblem: Radiant Dawn, son apparence est ici celle de Fire Emblem: Path of Radiance.
Dans "l'Émissaire Subspatial", Ike intervient in-extremis pour intercepter la bombe subspatiale du Ministre Antique, après que celui-ci a distancé Marth et Meta Knight. Par la suite, il se révèle être quelqu'un de très impulsif, se ruant sur le danger sans réfléchir (au grand dam de Marth). Le trio d'épéistes rejoindra par la suite Lucas et le dresseur de Pokémon (après qu'eux-mêmes, puis les deux jeunes hommes eurent battus Galéon), puis les Ice Climbers, pour finalement combattre Tabbou avec tous les autres.
On le trouve aussi (comme tous les autres) dans le mode All-Star, en compagnie de Marth, sur le terrain "Château assiégé". C'est l'un des duos les plus dangereux de ce mode : alors qu'Ike est une unité puissante mais lente, Marth est plus faible mais très rapide ; ils compensent mutuellement leurs faiblesses. De plus, leurs grande allonge que leur procure leur épée rend délicat les attaques directes.
Il a été confirmé comme personnage jouable dans Super Smash Bros. for Nintendo 3DS / for Wii U le 23 mai 2014. Contrairement au jeu précédent, son apparence est celle de Radiant Dawn.
Ike réapparaît enfin dans Super Smash Bros. Ultimate. Cette fois-ci, quatre de ses costumes lui donnent son apparence de Path of Radiance, tandis que les quatre autres lui donnent celle de Radiant Dawn. La différence est purement esthétique et n'affecte pas l'expérience de jeu.

## Création et évolution
La première mention de Ike remonte au développement du jeu annulé Fire Emblem: Ankoku no Miko sur Nintendo 64, où il s'agissait du nom du protagoniste principal. Cependant, le projet fut retravaillé pour devenir en 2002 le jeu Game Boy Advance Fire Emblem: The Binding Blade, et le personnage en question est devenu Roy. Au début du développement de Fire Emblem: Path of Radiance, Ike était connu sous le nom de Paris, avant que ne lui soit attribué l'ancien nom de Roy. Le nom Paris fut lui même réutilisé par la suite puisqu'il s'agit du nom japonais du personnage Priam, le lointain descendant de Ike apparaissant dans Fire Emblem: Awakening.
Dans Path of Radiance et Radiant Dawn, le character design de Ike est réalisé par Daisuke Izuka, ses illustrations officielles sont signées Senri Kita, et ses portraits en jeu sont de Sachiko Wada. Son illustration pour Awakening est réalisée par Eiji Kaneda, l'illustrateur de The Binding Blade et The Blazing Blade. Il est par la suite passé entre les mains de nombreux artistes pour les besoins de Fire Emblem Heroes.
En ce qui concerne le doublage, son seiyū japonais depuis ses débuts est Michihiko Hagi. En anglais, il est initialement doublé par Jason Adkins de Path of Radiance jusqu'à Fire Emblem Fates. Adkins est remplacé par Greg Chun à partir de 2017 et la sortie de Fire Emblem Heroes, qui l'a doublé dans toutes ses apparitions depuis, Super Smash Bros. Ultimate compris.